# クラスナ・ホルカ城
クラースナ・ホルカ城（クラースナホルカじょう、スロバキア語: Hrad Krásna Hôrka、ハンガリー語: Krasznahorka vára。「美しい丘の城」の意）は、スロバキア共和国東部のコシツェ県ロジュニャヴァ郡クラースノホルスケー・ポッフラジエ村(Krásnohorské Podhradie、「美しい丘の城下」の意）にある城郭である。
最初に文献に登場するのは1333年で、16世紀以降、ハンガリーの名門貴族アンドラーシ家が居城にしていたことで知られる。もっとも保存状態が良い城と言われていたが、2012年3月10日の火災によって一部が損傷した。

## 歴史
13世紀、アーコス（Ákos）兄弟がトランシルバニアからコシツェ、スピシュ地方（現・コシツェ県西部およびプレショウ県西部一帯）を経てポーランド方面に至る街道が通る、当時のゲメル地方（現・ロジュニャヴァ郡周辺）のこの地に城を建設したのが始まりといわれている。当初は柱状の塔と一般的な要塞を備えた居住用の城で、アーコス家および同家が改称したベベク（Bebek）家の居城となった。
1441年にハンガリー王国の傭兵隊長、ヤン・イスクラのゲメル地方侵攻で一時占拠されたものの破壊は免れ、再びベベク家の居城となった。1546年にはフランティシュク・ベベクにより、イタリア人建築家の設計でオスマン帝国侵略に備えた要塞に改築されたが、ベベク家が持つノヴォフラト地方のフィリャコヴォ城（現・バンスカー・ビストリツァ県ルツェネツ郡フィリャコヴォ市）がオスマン帝国に接収された際に軍勢を攻撃したフランティシュクが捕らえられたのち、ベベク家の領地は1567年、オスマン帝国に没収され、ベベク家は処刑され断絶した。
城はしばらく荒廃した状態となっていたが、1578年、ハンガリー貴族ペテル・アンドラーシが長期賃貸の形で城を入手。以降アンドラーシ家が100年余りをかけて要塞機能を持った居城として再建した。同時に近くのベトリアル村（現・ロジュニャヴァ郡ベトリアル村）にあったアンドラーシ家所有荘園の別荘（カシュチエリュ・ウ・ベトリアリ、現存）の改築も進められ、ともに1710年にほぼ終了した。1770年には砦をバロック様式のチャペルに改築。1818年には火災に遭ったが、その後再び修復再建が行われた。
19世紀後半、スィトノ山（標高1009m、現・バンスカー・ビストリツァ県バンスカー・シュティアウニツァ郡）で世界初の「観光協会」が発足するなど中欧一帯で高まった観光熱を背景に、ユライ・アンドラーシは1875年、城をアンドラーシ家の家族博物館に改装し、一般公開を始めた。またアンドラーシ家は1903年から1905年にかけて、城内でレストランも運営。チェコスロバキア建国後も1945年まで同家所有の状態が続いた。
第二次世界大戦後、城は国有化。1963年にチェコスロバキア社会主義共和国の中央登録記念物財（Ústredný zoznam pamiatkového fondu）に登録され、1970年にはスロバキア社会主義共和国の国民文化記念物（Národná kultúrna pamiatka SSR）に指定された。2010年から2011年にかけて、この城は再整備され、2011年4月にふたたび一般公開された。

## 2012年の火災
2012年3月10日、枯れ草の火が城に延焼する火災が発生し、内務省消防救助隊ロジュニャヴァ郡本部が消火活動にあたったものの、城の屋根およびゴシック様式の宮殿にある展示場と鐘楼が全焼した。翌11日、スロバキア共和国警察隊コシツェ県本部は、11歳と12歳の少年2人が喫煙しようとした火が周辺の枯れ草に燃え移ったのが原因だと発表した。
この火災で、鐘楼の三つの鐘は火災の熱で溶け原形を失ったほか、建物は大きく損傷し、当初は収蔵の多くの工芸品も失われたと見られたものの 、スロバキア国立博物館の調査の結果、収蔵品の90%は無傷であったことが判明した。ダニエル・クライツェル文化大臣は、施設および収蔵品の損傷は城上部に限定されたものであったことを明らかにした。被害額は800万ユーロに達すると見られている。
屋根を失った城郭上には同年12月までに木造の仮設屋根が設置され、2013年から本格的に修復作業が進められている。

## ギャラリー

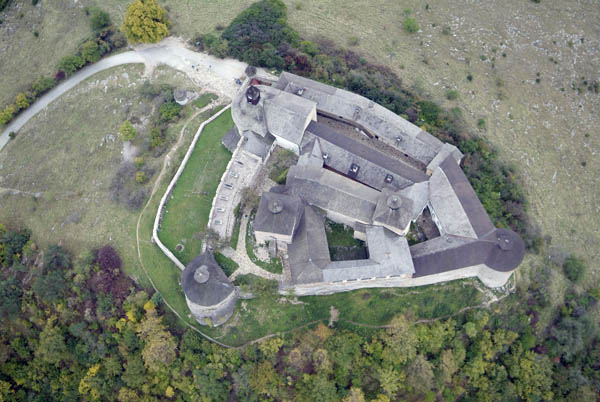
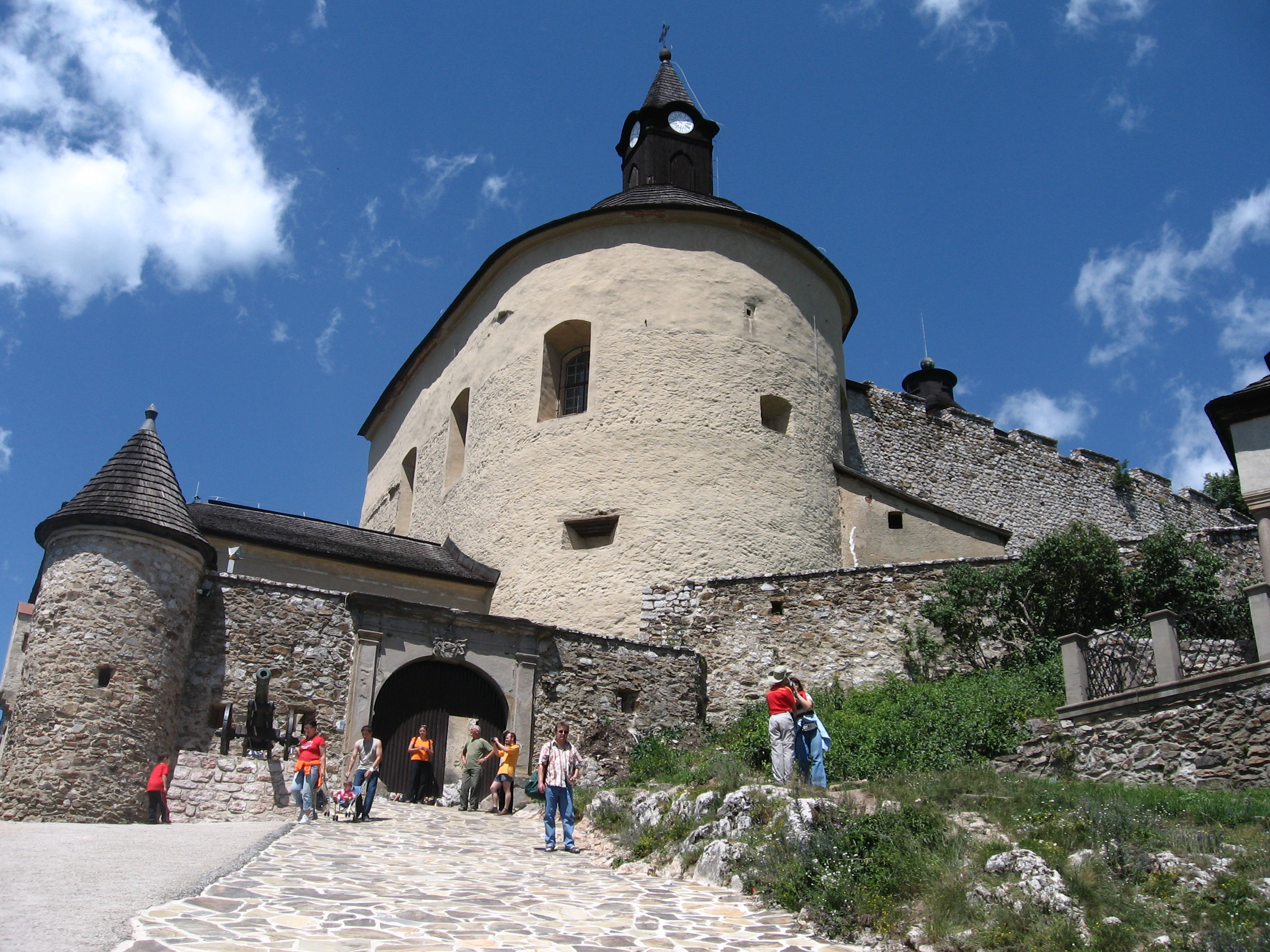
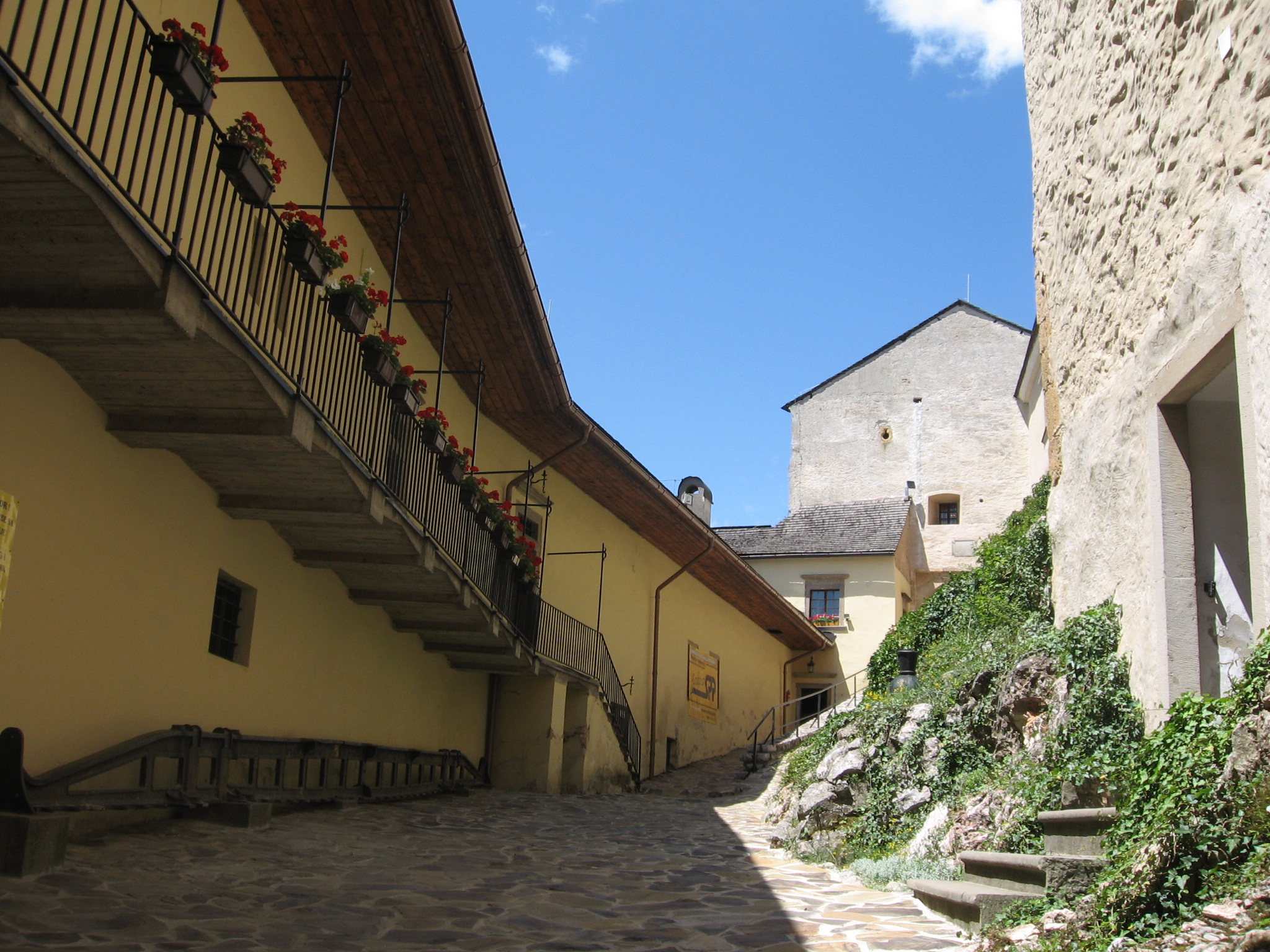
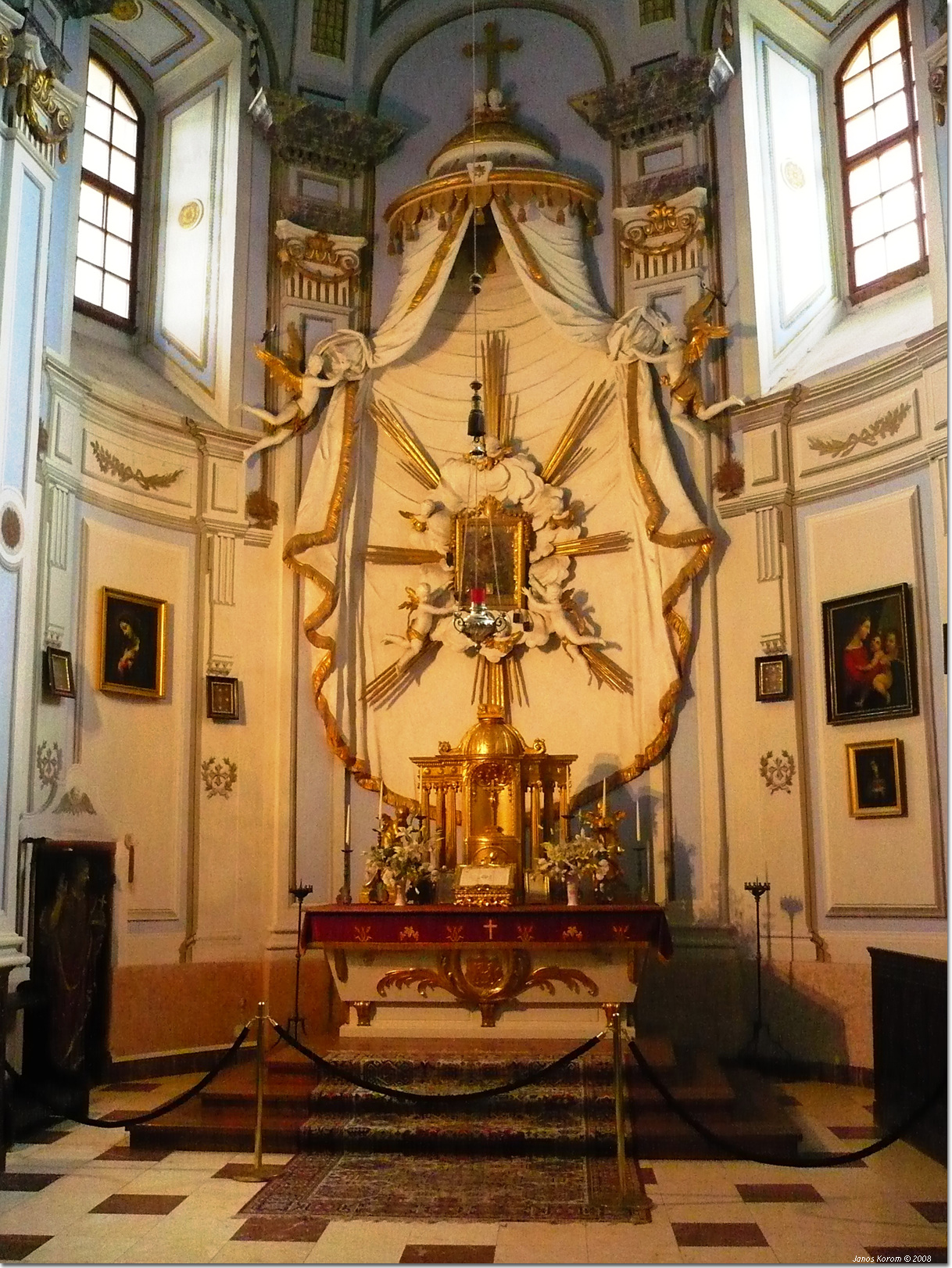

## 参照
1. 1 2  “Hrad Krásna Hôrka” (Slovak).  Slovak National Museum. 2012年3月11日閲覧。
2. 1 2  Urquhart, Wendy. “Slovakia's Krasna Horka castle destroyed in fire”.   BBC News. 2012年3月11日閲覧。
3. ↑  Sovová, Lucie (2012年3月10日). “VIDEO: Slovenský hrad Krásna Hôrka poničil požár” (Czech).   Mediafax.cz. 2012年3月11日閲覧。
4. 1 2  “Slovenský hrad Krásna Horka poškodil obrovský požár” (Czech).  Czech Television (2012年3月10日). 2012年3月11日閲覧。
5. ↑  Vilček, Ivan (2012年3月10日). “Na Slovensku hoří hrad Krásna Hôrka” (Czech).  Novinky.cz. 2012年3月10日閲覧。
6. ↑  “Z Krásnej Hôrky sa podarilo zachrániť 90 percent expozícií” (Slovak).  Nový čas (2012年3月11日). 2012年3月11日閲覧。
7. 1 2 3 4  Šubrt, Pavel (2012年3月11日). “Slovenský hrad Krásná Hôrka shořel kvůli dvěma dětem s cigaretou” (Czech).   Novinky.cz. 2012年3月11日閲覧。
8. ↑  “Krasna Horka Fire: Smoking Children Burn Down Slovakia Castle”. Huffington Post (2012年3月11日). 2012年3月11日閲覧。